# Friederich Franzl
Friederich Franzl (ur. 6 marca 1905 w Wiedniu, zm. 18 sierpnia 1989) – austriacki piłkarz, reprezentant Austrii, grający na pozycji bramkarza.

## Kariera piłkarska
Franzl przygodę z piłką rozpoczął w 1923 w zespole SK Admira Wiedeń. Przez 8 kolejnych lat gry w Admirze dwukrotnie świętował mistrzostwo Austrii w sezonach 1926/27 i 1927/28. Dodatkowo zdobył także Puchar Austrii w sezonie 1927/28. W 1931 dołączył do Wiener SC. Wraz z drużyną Wiener SC dotarł do finału Pucharu Austrii w sezonie 1936/37, w którym to musiał uznać wyższość First Vienna FC 1894. Po sezonie 1936/37 zakończył karierę piłkarską. 
Franzl w reprezentacji Austrii zadebiutował 10 października 1926 w spotkaniu przeciwko Szwajcarii, zakończonym zwycięstwem 7:1. Po raz ostatni w drużynie narodowej pojawił się 3 maja 1931, w zremisowanym 0:0 meczu z Węgrami. Łącznie w latach 1926–1931 zagrał dla Austrii w 15 spotkaniach.
W 1934 został powołany na Mistrzostwa Świata. Na turnieju pełnił rolę rezerwowego bramkarza, a Austria zakończyła turniej na 4. miejscu. 
| Mecze i gole w reprezentacji Austrii | Mecze i gole w reprezentacji Austrii | Mecze i gole w reprezentacji Austrii | Mecze i gole w reprezentacji Austrii | Mecze i gole w reprezentacji Austrii | Mecze i gole w reprezentacji Austrii | Mecze i gole w reprezentacji Austrii |
| #                                    | Data                                 | Miasto                               | Przeciwnik                           | Gol                                  | Wynik                                | Rozgrywki                            |
| ------------------------------------ | ------------------------------------ | ------------------------------------ | ------------------------------------ | ------------------------------------ | ------------------------------------ | ------------------------------------ |
| 1.                                   | 10.10.1926                           | Wiedeń                               | Szwajcaria                           |                                      | 7:1                                  | towarzyski                           |
| 2.                                   | 06.11.1927                           | Bolonia                              | Włochy                               |                                      | 1:0                                  | Puchar Europy Środkowej              |
| 3.                                   | 08.01.1928                           | Molenbeek-Saint-Jean                 | Belgia                               |                                      | 2:1                                  | towarzyski                           |
| 4.                                   | 01.04.1928                           | Wiedeń                               | Czechosłowacja                       |                                      | 0:1                                  | Puchar Europy Środkowej              |
| 5.                                   | 29.07.1928                           | Sztokholm                            | Szwecja                              |                                      | 3:2                                  | towarzyski                           |
| 6.                                   | 07.10.1928                           | Wiedeń                               | Węgry                                |                                      | 5:1                                  | Puchar Europy Środkowej              |
| 7.                                   | 28.10.1928                           | Wiedeń                               | Szwajcaria                           |                                      | 2:0                                  | Puchar Europy Środkowej              |
| 8.                                   | 11.11.1928                           | Rzym                                 | Włochy                               |                                      | 2:2                                  | towarzyski                           |
| 9.                                   | 17.03.1929                           | Praga                                | Czechosłowacja                       |                                      | 3:3                                  | towarzyski                           |
| 10.                                  | 07.04.1929                           | Wiedeń                               | Włochy                               |                                      | 3:0                                  | Puchar Europy Środkowej              |
| 11.                                  | 05.05.1929                           | Wiedeń                               | Węgry                                |                                      | 2:2                                  | towarzyski                           |
| 12.                                  | 15.09.1929                           | Wiedeń                               | Czechosłowacja                       |                                      | 2:1                                  | towarzyski                           |
| 13.                                  | 06.10.1929                           | Budapeszt                            | Węgry                                |                                      | 1:2                                  | towarzyski                           |
| 14.                                  | 27.10.1929                           | Berno                                | Szwajcaria                           |                                      | 3:1                                  | Puchar Europy Środkowej              |
| 15.                                  | 03.05.1931                           | Wiedeń                               | Węgry                                |                                      | 0:0                                  | Puchar Europy Środkowej              |

## Sukcesy
Admira Wiedeń
- Mistrzostwo Austrii (2): 1926/27, 1927/28
- Puchar Austrii (1): 1927/28

Wiener SC
- Finał Pucharu Austrii (1): 1936/37